# International Standard Industrial Classification
International Standard Industrial Classification of All Economic Activities, ISIC – stworzona przez Organizację Narodów Zjednoczonych statystyczna klasyfikacja gospodarcza.

## "Operacja 2007"
W roku 2007 Departament Statystyki Narodów Zjednoczonych patronował pracom mającym na celu ujednolicenie statystyk. W wyniku tych prac powstały:
- ISIC Revison 4 - uaktualniona wersja statystyki ISIC ONZ;
- NAICS - nowa klasyfikacja dla całej Ameryki Północnej: USA, Kanady oraz Meksyku;
- NACE Revison 2 - uaktualniona wersja statystyki Unii Europejskiej

Na bazie tych prac nastąpiła również aktualizacja Polskiej Klasyfikacji Działalności.